# 猩猩補習班
《猩猩補習班》（英語：Gorilla Study Group）是香港電視廣播有限公司製作的兒童資訊節目，2014年1月5日首播。
「猩猩廚房」由女廚神韋兆嫻（Denice）領軍，指導《我係小廚神》脫穎而出的參賽者包括孫千平（Rhea）、招穰（Summer）、揭詠芯（Kit）、蔡愷桐（Selina）、范晉瑋（Cyrus）、姚育希（Nicole）、譚曉琳（Janice）、林天佑（Timothy）等小廚神各顯神通，炮製一道道精采的佳餚。小廚神亦要在烹飪過程中嘗試加入創新元素，並透過接觸不同的食材及烹飪技巧，擴闊廚藝眼界，為將來成為廚藝達人作出準備。「Denice教室」則為小朋友介紹各項與烹飪有關的實用資訊和知識。
另外，Patrick Sir、張寶兒、單文柔、駱胤鳴、黃愷怡、林希靈曾主持英文教學部分，以現實的生活情景，教一些常用的實用英語生字和對話。
本節目已於2020年3月29日播出最後一集。

## 曾參與電視節目的主題變遷
- 第一節：
  - 6年C班（第1－3集、第6－20集、第75－87集）[註 2]
    - 農夫、林希靈、黃愷怡、葉冬晨（第83－86集除外）、林秀怡（第83－86集）

  - 醒獅舞動（第4－5集）
    - 夏敬文、夏敬麟、林希靈、吳振寧

  - 足球小將（第21－28集）
    - 山度士、余德丞、黃愷怡

  - 猩猩廚房（第29－37集、第92－169集、第248－326集）[註 3]
    - 韋兆嫻、譚曉琳、黃柏軒、杜沛熹、招穰、孫千平、揭詠芯

  - 原來有段古（第88－91集）
    - 游清源、林希靈、吳振寧、葉冬晨
- 第二節：
  - 簡單英語（第1－22集、第38－74集）[註 4]
    - 黃愷怡、林希靈、尤蔭蔭、Patrick Sir（第38－49集、第70－74集）、潘曉彤（第38－46集）[註 5]、黃煦齡（第47－49集、第70、74集）、簡淑兒（第71－73集）
    - 過往演出：溫家偉、吳振寧、何遠東、黃建東、林子幸、鄭健樂、羅孝勇、麥美恩、翟威廉[8]、羅欣羚、許家傑

  - 猩猩仔煲冬瓜（第23－27集、第29－35集）
    - 林希靈、張子晗、曾臻

  - 繪畫魔術（第28、36－37集）
    - 劉雲傑

  - 講好英文（第170集－247集）
    - Patrick Sir、張寶兒、單文柔、駱胤鳴、黃愷怡、林希靈[4]
- 其他
  - 末任節目主持人（2014年1月-2020年）
    - 韋兆嫻(Denice)、孫千平(Rhea)、招穰(Summer)、揭詠芯(Kit)、蔡愷桐(Selina)、范晉瑋(Cyrus)、姚育希(Nicole)、譚曉琳(Janice)、林天佑(Timothy)

## 每集內容

### 2014年
| 集數 | 播映日期 | 主題                                                                       |
| 01   | 1月5日   | 腦部發育秘密／「Bun」與「Bread」分別                                       |
| 02   | 1月12日  | 人體奧妙—打噴嚏速度／有關「麵包」的實用文句                                |
| 03   | 1月19日  | 六角蜂巢的秘密／「Keep Quiet！」圖書館實用詞彙                             |
| 04   | 1月26日  | 新春「舞獅」基本功／借還書時的實用英文                                     |
| 05   | 2月2日   | 舞獅「採青」三部曲／簡單家具英文生字                                       |
| 06   | 2月9日   | 蚯蚓再生秘密／有關「裝修」的英文文句                                       |
| 07   | 2月16日  | 「紅白藍」帆布秘密／有關「浴室」的實用英文生字                             |
| 08   | 2月23日  | 解開身體「毛管戙」之謎／有關「浴室」的實用英文文句                         |
| 09   | 3月2日   | 蝴蝶身體奧秘／餐廳用具的實用英文單詞                                       |
| 10   | 3月9日   | 螞蟻「雙」胃秘密／有關「點餐」、「結帳」和「預約」實用英文文句             |
| 11   | 3月16日  | 雞蛋浮起秘密／有關「郵局」實用英文詞彙                                     |
| 12   | 3月23日  | 鴕鳥眼晴秘密及睡覺「流口水」成因／實用「寄信」英文生字                     |
| 13   | 3月30日  | 肚餓時「咕咕」聲原因／實用「動物」英文生字                                 |
| 14   | 4月6日   | 「臭狐」味之真相／有趣動物叫聲的英文生字                                   |
| 15   | 4月13日  | 腎病患者慎食楊桃／有關「戲院」的英文生字                                   |
| 16   | 4月20日  | 眉毛生長週期趣聞／有關「戲院」的英文生字                                   |
| 17   | 4月27日  | 音樂唱名有趣起源／「博物館」有關的實用文句                                 |
| 18   | 5月4日   | 蒼蠅抵禦細菌秘密／有關「博物館」的實用英文文句                             |
| 19   | 5月11日  | 「蜻蜓點水」奧秘及實用「警察局」英文生字                                   |
| 20   | 5月18日  | 妙用檸檬酸「防鏽」／「報案」實用英文                                       |
| 21   | 5月25日  | 球星山度士傳授足球腳法／有關「早餐」的實用英文生字                         |
| 22   | 6月1日   | 山度士秘傳絕技「施丹轉身」／與「早餐」有關的實用英文文句和生字             |
| 23   | 6月8日   | 山度士「通坑渠」示範進階盤球技巧／「阻住個地球轉」普通話正解               |
| 24   | 6月15日  | 山度士威力「卡路士射球」／內地網語「洗具」、「茶具」和「杯具」正解         |
| 25   | 6月22日  | 山度士完美示範「伊巴謙莫域窩利射球」／與「駕駛」有關的普通話               |
| 26   | 6月29日  | 山度士示範高難度「斬波」絕技／「牛噍牡丹」普通話正解                       |
| 27   | 7月6日   | 「泰利頭鎚」破足球鐵門／內地網語「菌男」和「霉女」正解                     |
| 28   | 7月13日  | 「足球小將」-『的』波技巧／「繪畫魔術」-足球員奮戰英姿                     |
| 29   | 7月20日  | 猩猩廚房-奶油蝦／「撐得住」、「傾密偈」和「靠得住」普通話正解              |
| 30   | 7月27日  | 藍莓豬柳配意粉／普通話「達人」講解有趣內地網語                             |
| 31   | 8月3日   | 「猩猩廚房」輕鬆炮製蘋果脆餅／「十劃都未有一撇」普通話正解                 |
| 32   | 8月10日  | 夏日開胃「酸甜豆腐餅」／內地網語「我被雷倒了」正解                         |
| 33   | 8月17日  | 炮製夏日美味「冬瓜豬肉餃」／「扚起心肝」普通話正讀                         |
| 34   | 8月24日  | 提神醒胃的「蒸檸檬蛋糕」／「頂硬上」、「黃綠醫生」和「頻撲」普通話正解     |
| 35   | 8月31日  | 層層疊「雜菌節瓜千層」／廣東話潮語「O嘴」普通話正讀                        |
| 36   | 9月7日   | 中秋食品炸杏仁芋蓉棗／可愛「樂與怒」表情卡通                               |
| 37   | 9月14日  | 開胃「菠蘿釀雞胸」／簡單線條勾畫「廚師」、「畫家」、「醫生」和「護士」特徵 |
| 38   | 9月21日  | 與「Look」和「Angry」有關的英文生字和文句                                  |
| 39   | 9月28日  | 實用「Think」及「Thank」英文用法和短句                                     |
| 40   | 10月5日  | 不同方式「哭」與「笑」的英文文句                                           |
| 41   | 10月12日 | 「Tomorrow Is Another Day」快樂和傷心有關的實用英文文句                    |
| 42   | 10月19日 | 「Catch」、「Hand」、「Hurt」和「Blood」實用英文用法                       |
| 43   | 10月26日 | 有關「Sleep」與「Walk」的實用英文生詞及文句                                |
| 44   | 11月2日  | 「Run」、「Read」和「Book」的不同用法和例子                                |
| 45   | 11月9日  | 與「呼吸」和「跳」有關的英文生字的用法和文句                               |
| 46   | 11月16日 | 與「談話」和「尖叫」有關的實用英文生字                                     |
| 47   | 11月23日 | 輕鬆學習多個實用英文習語                                                   |
| 48   | 11月30日 | 與「Name」有關的實用英文詞彙及簡單英文「打招呼」短句                       |
| 49   | 12月7日  | 與人生不同階段有關的英文生字及例句                                         |
| 50   | 12月14日 | 有關「時間」的實用英文生字及文句                                           |
| 51   | 12月21日 | 有關「聖誕節」及「課室」的實用英文生字                                     |
| 52   | 12月28日 | 有關「飛機」的英文實用生字                                                 |

### 2015年
| 集數 | 播映日期 | 主題                                                        |
| 53   | 1月4日   | 「籃球」實用英文生字 「MVP」一一話你知                      |
| 54   | 1月11日  | 有關「School」學校的實用英文生字                            |
| 55   | 1月18日  | 「睡房」和「洗衣服」有趣英文生字                            |
| 56   | 1月25日  | 有關藝術「Art」的實用英文生字                               |
| 57   | 2月1日   | 有關「烹飪」的實用英文生字和文句                            |
| 58   | 2月8日   | 有關「旅行」的英文生字和實用文句                            |
| 59   | 2月15日  | 有關「水果」的實用生字和文句                                |
| 60   | 2月22日  | 有關「家庭」、「天氣預報」和「田徑」的英文生字              |
| 61   | 3月1日   | 有關「面試」的實用英文生字及文句                            |
| 62   | 3月8日   | 有關「醫院」的實用英文生字及文句                            |
| 63   | 3月15日  | 與「Occupation」、「Job」、Body和「Face」有關的實用英文生字 |
| 64   | 3月22日  | 實用「足球」英文生字及文句                                  |
| 65   | 3月29日  | 有關「店舖」的實用英文生字                                  |
| 66   | 4月5日   | 有關「鐵路」的安全守則和設施的英文                          |
| 67   | 4月12日  | 有關「交通」的常用英文詞彙                                  |
| 68   | 4月19日  | 不同種類糖果的實用生字                                      |
| 69   | 4月26日  | 「蔭蔭教室」活學有趣雪糕用語                                |
| 70   | 5月3日   | 有關「頭髮」及「髮型」的實用簡單英文文句及生字              |
| 71   | 5月10日  | 實用片語動詞「Phrasal Verbs」                               |
| 72   | 5月17日  | 有關量度單位的實用英文生字及相關用法                        |
| 73   | 5月24日  | 表達意見及請求的實用英文短句                                |
| 74   | 5月31日  | 與「驚訝」和「確認對方意思」的實用英文片語                  |
| 75   | 6月7日   | 「藍海洋」和「花幽香」秘密                                  |
| 76   | 6月14日  | 「馬牙」、「兔子淚」和「小強反肚」有趣冷知識                |
| 77   | 6月21日  | 鯨魚妙用歌聲定位／青鸞展翅跳舞之謎                          |
| 78   | 6月28日  | 大自然最專一動物／熊貓春夏飲食之謎                          |
| 79   | 7月5日   | 候鳥遷徙之因及土撥鼠有趣的冬眠習慣                          |
| 80   | 7月12日  | 海星的生命密碼                                              |
| 81   | 7月19日  | 解構松鼠及海豚的生理結構                                    |
| 82   | 7月26日  | “接吻魚”接吻秘密及大熊貓“活化石”之謎                        |
| 83   | 8月2日   | 拆解「反式脂肪」和「大白鯊懷孕」之最                        |
| 84   | 8月9日   | 「美人魚」的生活秘密及運動時心跳加速原因                    |
| 85   | 8月16日  | 水母奇妙的胃部及海嘯成因                                    |
| 86   | 8月23日  | 蟑螂的生存之道及白色浪花之謎                                |
| 87   | 8月30日  | 花朵百變顏色秘密／小狗禁吃朱古力之謎                        |
| 88   | 9月6日   | 努力學習歇後語打爛沙盤璺到豚                                |
| 89   | 9月13日  | “狗咬呂洞賓”暗藏兄弟情誼                                    |
| 90   | 9月20日  | 男生亦可義結金蘭                                            |
| 91   | 9月27日  | 勾踐無嘗膽伯虎剋死妻                                        |
| 92   | 10月4日  | 蘋果金寶撻、粟米流心蝦餅／有機耕作初體驗                    |
| 93   | 10月11日 | 越南春卷伴生菜、雙蔬鍋貼／如何以貌取有機菜                  |
| 94   | 10月18日 | 菠菜意粉、椰菜花薄餅／無農藥防蟲害                          |
| 95   | 10月25日 | 蘑菇意大利燴飯、哥倫布的晚餐／百分百香港靚米                |
| 96   | 11月1日  | 紫醉金迷、米布甸／米飯種類知多少                            |
| 97   | 11月8日  | 流心炸蛋配香辣汁、芝士蘑菇煙肉蛋批／母雞也愛聽音樂          |
| 98   | 11月15日 | 意式香草鵪鶉蛋、鵪鶉蛋燒賣／雞蛋以外知多啲                  |
| 99   | 11月22日 | 粒粒豉油王雞翼、燻魚／孕育豉油的過程                        |
| 100  | 11月29日 | 滷五花腩、意大利千層麵／豉油家族                            |
| 101  | 12月6日  | 椰香炸蝦伴青檸醬烏嘴蝦碌／挑戰味蕾 嚐盡各式辣醬             |
| 102  | 12月13日 | 欖菜肉碎炒豆、泡菜煎餅／醃泡菜                              |
| 103  | 12月20日 | 烤豬柳伴薯仔／港式咖喱雜錦／港式蛋撻                        |
| 104  | 12月27日 | 煙花Cupcake／芝士煙肉腸仔卷／紅桑子檸檬軟心朱古力啫喱糖     |

### 2016年
| 集數 | 播映日期 | 主題                                                               |
| 105  | 1月3日   | 香料家族／番茄羅勒蛋批、香煎牛扒伴香草牛油及香草番茄沙律           |
| 106  | 1月10日  | 醃菜／醬爆雞煲、節瓜粉絲蝦米煲                                     |
| 107  | 1月17日  | 中式粉麵知多D／豉椒雞球煎米粉、芝士龍蝦伊麵                        |
| 108  | 1月24日  | 自製波板糖／菠蘿梳乎厘、拔絲香蕉及蘋果                             |
| 109  | 1月31日  | 糖之學問／芝士通粉鬆餅、芝士蘑菇焗飯                               |
| 110  | 2月7日   | 唐餅教室／幸運菱角、煎堆                                           |
| 111  | 2月14日  | 朱古力學堂／朱古力布朗尼、紅菜頭朱古力蛋糕                         |
| 112  | 2月21日  | 意粉教室／自製意粉配蝦汁、南瓜醬意粉                               |
| 113  | 2月28日  | 菇菌學堂／南乳炸金菇、香脆杏鮑菇配洛神花醬                         |
| 114  | 3月6日   | 咖喱材料一覽／咖喱牛丸、咖喱蝦                                     |
| 115  | 3月13日  | 豆豆教室／毛豆布甸                                                 |
| 116  | 3月20日  | 豆腐味道／豆腐芝士蛋糕、酥炸豆卜鯪魚球                             |
| 117  | 3月27日  | 自製復活蛋曲奇／朱古力流心雞、肉醬餡餅                             |
| 118  | 4月3日   | 麵包物語／蘋果麵包布甸、蝦多士                                     |
| 119  | 4月10日  | 彩色曲奇／茉莉花茶蝴蝶蚌、墨西哥魚卷伴芒果莎莎                     |
| 120  | 4月17日  | 蘋果的種類／玫瑰蘋果撻、蘋果桂花糕                                 |
| 121  | 4月24日  | 經典港式糕餅／半熟芝士撻、芝士菠菜雅枝竹包                         |
| 122  | 5月1日   | 果仁天地／腰果花生糖、脆脆三文魚配芒果莎莎                         |
| 123  | 5月8日   | 母親節法式甜品／鴛鴦蛋多薑脆米炒飯、心花怒放（杏仁炸蝦丸）         |
| 124  | 5月15日  | 有「營」蔬菜／翡翠玉卷、燉焗雜菜                                   |
| 125  | 5月22日  | 種「瓜」得「瓜」／瑤柱蝦仁冬瓜環、南瓜綿綿冰                       |
| 126  | 5月29日  | 情迷Macaron／炸冷飯球、環保意大利飯                                |
| 127  | 6月5日   | 家家有「糭」／一口紅豆糭、涼拌雲耳                                 |
| 128  | 6月12日  | 香港常見的香草／雞肉乳酪沙律杯、泰式豬頸肉沙律                     |
| 129  | 6月19日  | 濃情咖啡／韓式芝士炸雞、雙重芝士餃子                               |
| 130  | 6月26日  | 孔融讓「梨」／橙汁配鴨胸、包羅萬有                                 |
| 131  | 7月3日   | 爭風吃「醋」／士多啤梨骨、牛奶蓮子西米露、碎蛋墨西哥夾餅、雜果奶昔 |
| 132  | 7月10日  | 「刀」光劍影／青瓜涼拌、三色椒紅菜頭藜麥沙律                       |
| 133  | 7月17日  | 黃檸檬與青檸檬／法式雞肉酥盒、韭菜豬肉餡餅                         |
| 134  | 7月24日  | 得意有趣的分子雪糕／冰凍薄荷梅子水果杯、夏日冰冰                   |
| 135  | 7月31日  | 香蕉的故事／不是香蕉、香蕉布朗尼、香蕉西多士                       |
| 136  | 8月7日   | 甜甜靚芒果／Surprise、蝦仁羅勒燴藜麥                               |
| 137  | 8月14日  | 特色中草藥棉花糖／黑糖蕎麥撻、自家焗製薯片配莎莎醬                 |
| 138  | 8月21日  | 營養豐富的柑橘類水果／香橙雞、香橙豬扒配柚子沙律醬、自製班戟       |
| 139  | 8月28日  | 美輪美奐的「糖花」／步步高升、西瓜凍、蒜蓉白菜仔                   |
| 140  | 9月4日   | 自家製港式點心／婆婆豆腐、滑蛋蝦仁五穀米炒飯                       |
| 141  | 9月11日  | 自家製酥皮奶黃月餅／中秋林柿凍、芋頭芝士蛋糕                       |
| 142  | 9月18日  | 「柚」知識／紙包韓式年糕雞卷、韓式芝味蛋卷、自家製士多啤梨醬       |
| 143  | 9月25日  | 香港元素的Pizza／豆腐粟米意粉、米蘭芝心豬扒                        |
| 144  | 10月2日  | 泰國香料及處理香茅的學問／冬蔭功湯                                 |
| 145  | 10月9日  | 粟米知多D／粟米爆谷湯、粟米可可米、海綿蛋糕DIY                     |
| 146  | 10月16日 | 製作手拉北京麵及處理尖椒的學問／翡翠玉環圃、順德煎釀鯪魚           |
| 147  | 10月23日 | 西餐「擺盤」的六大技巧／芝士洋蔥湯、墨西哥晨光、自製簡易麵包       |
| 148  | 10月30日 | 製作萬聖節冬甩／墨魚汁香腸意粉、糖醋南瓜丸子、自家製萬聖節南瓜慕絲 |
| 149  | 11月6日  | 薯仔的種類、煮即食麵的心得／香煎薯仔餅、臣級芝士薯仔批             |
| 150  | 11月13日 | 以糖皮製作高跟鞋／麵包芝士卷、自家製玉子燒、香茅豬肉米紙卷         |
| 151  | 11月20日 | 辣椒的種類、炆肉的技巧／豉椒炒牛柏葉、辣椒味朱古力曲奇             |
| 152  | 11月27日 | 製作咸水角、春卷／迷你叉燒腸、蔗糖缽仔糕、自家製日式煎薯餅         |
| 153  | 12月4日  | 味噌知多D／自製豆腐味噌湯、壽司千層蛋糕、日式炸豆腐                |
| 154  | 12月11日 | 學習茶與食物配搭之道／茶香雞、抹茶林明頓                           |
| 155  | 12月18日 | 臘味知多D／霸王煎餅、鴛鴦卷                                        |
| 156  | 12月25日 | 自製紅莓果醬、火樹銀花、牛扒配黑莓汁伴薯蓉、薯蓉熱狗               |

### 2017年
| 集數 | 播映日期 | 主題                                                         |
| 157  | 1月1日   | 鯉躍龍門、齊齊撈起／自家製日式咖喱料理                       |
| 158  | 1月8日   | 注意淡奶、煉奶熱量／香辣雞肉椰幼闊條麵、焗芝士通粉           |
| 159  | 1月15日  | 自家製蔥油醬／芫荽醬、辣肉腸釀蘑菇、游龍戲鳳                 |
| 160  | 1月22日  | 處理新鮮意粉竅門／笑口棗、黃金滿屋                           |
| 161  | 1月29日  | 自家製XO醬／花開富貴笑哈哈、豚團圓圓                         |
| 162  | 2月5日   | 自家製乾蔥醬汁／蔥爆牛伕、羊肉卡巴、羊腩煲                   |
| 163  | 2月12日  | 情人節法式甜品／心心相印（蝴蝶酥）、自家製蘆筍湯、綠茶心太軟 |
| 164  | 2月19日  | 儲存乾蔥和蒜頭方法／蜜糖檸檬豬肋骨、戀愛糕蜂                 |
| 165  | 2月26日  | 自家製白蘿蔔醃菜／黑糖薑母鴨湯、八寶鴨                       |
| 166  | 3月5日   | 去除廚房鍋具油煙味方法／魚肉腐皮卷、炸魚薯條                 |
| 167  | 3月12日  | 自製天然酵母（麵包種）／玫瑰雞腿、炸雞配蘋果菊花醬           |
| 168  | 3月19日  | 挑選番茄竅門、消毒玻璃器皿方法／雪抹紅霞、番茄酥             |
| 169  | 3月26日  | 認識薑的優點／薑汁紅棗鮮奶糕、脆脆薑餅                       |
| 170  | 4月2日   | 甘筍Cupcake／講好「旅遊」英文                                |
| 171  | 4月9日   | 蘆筍知多D／心「嫩」「魚」麻／機艙英語用詞                    |
| 172  | 4月16日  | 雞蛋糕／旅館英語用詞                                         |
| 173  | 4月23日  | 「歐洲靈芝」紅菜頭／紅菜頭芝士撻／旅館英語用詞               |
| 174  | 4月30日  | DIY紅菜頭醃菜／吞拿魚酥配自家製低脂蛋黃醬／拜神祭祀英語用詞  |
| 175  | 5月7日   | DIY健康蔬菜汁／乳酪煎羊架／求神問卜英語用詞                  |
| 176  | 5月14日  | DIY醃鹹蛋／回鍋肉／蔬果店英語用詞                            |
| 177  | 5月21日  | DIY鮮橙特飲／素菜煎餅／蔬果店英語用詞                        |
| 178  | 5月28日  | 鹹肉糭／咖啡店英語用詞                                       |
| 179  | 6月4日   | 千絲萬縷／與咖啡有關的英語用詞                               |
| 180  | 6月11日  | 朱古力手指餅／時裝店英語用詞                                 |
| 181  | 6月18日  | DIY漢堡包／牛油果意大利飯／時裝店英語用詞                    |
| 182  | 6月25日  | DIY菠蘿特飲／雙瓜慕絲／便利店英語用詞                        |
| 183  | 7月2日   | 蝦肉沙律青瓜杯／西班牙棒棒條拌荔枝醬／便利店英語用詞         |
| 184  | 7月9日   | DIY餃子／冬瓜盅／理髮店英語用詞                              |
| 185  | 7月16日  | 新鮮菠蘿的挑選及處理／菠蘿海綿蛋糕／與髮型有關英語用詞       |
| 186  | 7月23日  | 焗豬扒飯／診所英語用詞                                       |
| 187  | 7月30日  | DIY士多啤梨特飲／鴛鴦眼雞卷／與病徵相關英語用詞              |
| 188  | 8月6日   | DIY爆谷雪糕筒／泰式粉絲沙律／與西餐廳有關英語用詞            |
| 189  | 8月13日  | DIY青瓜涼菜湯／紫薯蛋卷／餐廳用膳有關英語用詞                |
| 190  | 8月20日  | DIY蜜桃藍莓特飲／蝦多士／與跳舞健體有關英語用詞              |
| 191  | 8月27日  | 中式Pizza／製作百吉包／與瑜伽健體有關英語用詞                |
| 192  | 9月3日   | DIY豆腐花／肉碎炒芽菜／與看電影有關英語用詞                  |
| 193  | 9月10日  | 芝麻卷／製作法式蘋果撻／與電影院有關英語用詞                 |
| 194  | 9月17日  | 菜脯雞蛋仔／與鐘錶店有關英語用詞                             |
| 195  | 9月24日  | DIY紅豆燒餅／糖醋骨／與手錶有關英語用詞                      |
| 196  | 10月1日  | DIY玫瑰花型餃子／楊枝甘露／與新居入伙有關英語用詞            |
| 197  | 10月8日  | 兩心芝／與喬遷聚會有關英語用詞                               |
| 198  | 10月15日 | 涼拌秋葵／與渡假屋有關英語用詞                               |
| 199  | 10月22日 | 避風煻炒蟹／製作法式牛角包／與渡假屋設施有關英語用詞         |
| 200  | 10月29日 | 鬼馬蝦餅／與影樓有關英語用詞                                 |
| 201  | 11月5日  | 栗子炆雞／與影樓拍攝有關英語用詞                             |
| 202  | 11月12日 | 蓮子淮山擂沙球／與藥房有關英語用詞                           |
| 203  | 11月19日 | 蓮藕餅／DIY吞拿魚奄列／與藥房買藥有關英語用詞                |
| 204  | 11月26日 | 洋蔥花／DIY木瓜雪耳糖水／與Band房有關英語用詞                |
| 205  | 12月3日  | 菜心牛肉脆脆／DIY可樂雞翼／與夾Band有關英語用詞              |
| 206  | 12月10日 | 焗葡國雞飯／DIY三文治壽司卷／與花店有關英語用詞              |
| 207  | 12月17日 | 素菜千層麵／DIY芝士叉燒奄列／與花店商品有關英語用詞          |
| 208  | 12月24日 | 意粉芝心圈／DIY牛油果芝士聖誕樹／與聖誕節有關英語用詞        |
| 209  | 12月31日 | 芝士薯蓉卷／DIY燕麥朱古力曲奇／與除夕派對有關英語用詞        |

### 2018年
| 集數 | 播映日期 | 主題                                                       |
| 210  | 1月7日   | 桂圓杞子紅棗糕／雞扒便當／與校務處有關英語用詞             |
| 211  | 1月14日  | 豆乾炒肉絲／DIY核桃露／與校務處工作有關英語用詞            |
| 212  | 1月21日  | 黃金三文魚脆／與茶餐廳有關英語用詞                         |
| 213  | 1月28日  | 上海炒年糕／紅棗軟糖／與茶餐廳美食有關的的英語用詞         |
| 214  | 2月4日   | 三杯菇／與賀年食品有關英語用詞                             |
| 215  | 2月11日  | 花開富貴黃金酥／與大掃除有關英語用詞                       |
| 216  | 2月18日  | 南乳羅漢齋／與傳統賀年美食有關英語用詞                     |
| 217  | 2月25日  | 鹹湯丸／與課室上課有關英語用詞                             |
| 218  | 3月4日   | 翠肉瓜Pizza／與課室上課有關英語用詞                        |
| 219  | 3月11日  | 粟米黃金奶油蝦／與家居清潔有關英語用詞                     |
| 220  | 3月18日  | 芝士菠菜釀蘑菇／與食品店有關英語用詞                       |
| 221  | 3月25日  | 泰式炸蛋／DIY甘筍芝士螺旋卷／與燒烤食品店有關英語用詞      |
| 222  | 4月1日   | 朱古力復活蛋曲奇／DIY朱古力脆米雀巢／與會議有關英語用詞    |
| 223  | 4月8日   | 泰式蒸烏頭／與會議有關的英語用詞                           |
| 224  | 4月15日  | 紫菜薄脆／與電器有關英語用詞                               |
| 225  | 4月22日  | 炸蘑菇配青瓜乳酪醬／DIY橙汁汽水／與購買電器有關英語用詞    |
| 226  | 4月29日  | 豆腐三文治／與閱讀有關英語用詞                             |
| 227  | 5月6日   | 炸魚漢堡包／與閱讀有關英語用詞                             |
| 228  | 5月13日  | 富貴雞／與打開話匣子有關英語用詞                           |
| 229  | 5月20日  | 腰果南瓜湯／鐵觀音三絲卷／與識應新環境有關英語用詞         |
| 230  | 5月27日  | 番茄芝士流心肉丸／與入境過關有關英語用詞                   |
| 231  | 6月3日   | 珍珠雞／與外遊查問觀光好去處、寫旅遊網誌有關英語用詞       |
| 232  | 6月10日  | 焗釀甜椒／DIY雜果特飲／與味道、形容食物有關英語用詞        |
| 233  | 6月17日  | 合桃芝士撻／與父親節有關英語用詞                           |
| 234  | 6月24日  | 燈籠茄子／與形容步姿有關英語用詞                           |
| 235  | 7月1日   | 蟲草花紅棗蒸雞翼／檸檬蜜糖烤雞翼／與形容步姿有關的英語用詞 |
| 236  | 7月8日   | 煎帶子南瓜蓉配番茄莎莎醬／與眼睛有關的英語用詞             |
| 237  | 7月15日  | 錦繡雀巢／與視力有關的英語用詞／含「eye」的英文諺語        |
| 238  | 7月22日  | 提子肉丸／DIY蘋果青瓜特飲／與情緒有關的英語用詞            |
| 239  | 7月29日  | 木瓜桃膠燉奶／DIY法式薄餅早餐／與安撫情緒有關的英語用詞    |
| 240  | 8月5日   | 豆腐漢堡扒配和風蘿蔔醬／涼拌豆腐／與觸覺有關的英語用詞     |
| 241  | 8月12日  | 車厘子蜜蜜骨／與觸、碰、摸有關英語用詞                     |
| 242  | 8月19日  | 椰子雞／與嗅覺有關的英語用詞                               |
| 243  | 8月26日  | 西瓜爽／拔絲西瓜／與嗅覺器官有關的英語用詞                 |
| 244  | 9月2日   | 牛油果沙律／與天氣有關的英語用詞                           |
| 245  | 9月9日   | 意粉大蝦沙律／與天氣主題有關的英語用詞                     |
| 246  | 9月16日  | 紫菜腐皮三文魚卷／炸三文魚球／與聲音有關的英語用詞         |
| 247  | 9月23日  | 六六無窮／DIY中秋節沙律／與中秋節有關的英語用詞            |
| 248  | 9月30日  | 泰式柚子蝦沙律／DIY蝦子柚皮／柚子牛仔骨                    |
| 249  | 10月7日  | 墨魚香芋餅／DIY煎釀柚皮／南乳芋頭炆雞                      |
| 250  | 10月14日 | 肉蟹湯米線／DIY香芒西米露／淮山布甸／蟹蓋焗飯              |
| 251  | 10月21日 | 蒟蒻芋絲炒三絲／話梅骨／DIY芒果布甸                        |
| 252  | 10月28日 | 萬聖節南瓜批／木乃伊Pizza／DIY萬聖節番茄汁                 |
| 253  | 11月4日  | 百花釀豆卜／拉絲豆卜／DIY番薯餅                            |
| 254  | 11月11日 | 錦繡餃子／豆沙鍋餅                                         |
| 255  | 11月18日 | 鴛鴦炒飯／黃金蟹肉炒飯                                     |
| 256  | 11月25日 | 日式洋蔥湯／韓式洋蔥雜菜餅／DIY芝麻糊                      |
| 257  | 12月2日  | 燒腩仔／叉燒                                               |
| 258  | 12月9日  | 豉油王肉絲炒麵／家鄉炒米粉                                 |
| 259  | 12月16日 | 花生雞／花生南乳炆豬手／DIY乾果朱古力片                    |
| 260  | 12月23日 | 意大利青醬聖誕樹／雪人綿花糖／海陸串燒                     |
| 261  | 12月30日 | 藜麥牛油果炸雲吞／蘋果雪梨茶／芝心漢堡包                   |

### 2019年
| 集數 | 播映日期 | 主題                                                                 |
| 262  | 1月6日   | 西檸雞／潮州煎蠔餅／蛋白杏仁茶                                       |
| 263  | 1月13日  | 鯇魚尾白菜豆腐湯／粟米魚塊／乾炒牛河                                 |
| 264  | 1月20日  | 薯仔丸子配西芹忌廉汁／煙肉西蘭花薄餅／薑汁撞奶                       |
| 265  | 1月27日  | 熏蛋／皮蛋瘦肉粥／鹹酸菜炒蜆肉／燕麥紅豆糕                           |
| 266  | 2月3日   | 包羅萬有百福袋／熏素鵝／糖皮豬仔造型杯蛋糕                           |
| 267  | 2月10日  | 六福臨門／年年有餘／玫瑰豉油雞                                       |
| 268  | 2月17日  | 海鮮墨汁伊麵／糖不甩／三絲炒意粉                                     |
| 269  | 2月24日  | 炸水牛芝士多士／京蔥爆牛肉／番茄煙肉酥盒／三鮮炒年糕                 |
| 270  | 3月3日   | 肉絲炒麵／澳洲牛肉批                                                 |
| 271  | 3月10日  | 越南米紙卷／印度咖喱角／吉列豬扒                                     |
| 272  | 3月17日  | 玄米茶米餅／士多啤梨牛角包／金盞魚香（茶熏倉魚）                     |
| 273  | 3月24日  | 肉醬茄子Pizza／番茄雞肉螺絲粉／雜菜濃湯                              |
| 274  | 3月31日  | 黑糖珍珠蛋糕／寶島便當／法國皇帝餅                                   |
| 275  | 4月7日   | 韓式燜牛尾／番茄燜牛腩／伯爵茶玫瑰鬆餅                               |
| 276  | 4月14日  | 蚵仔麵線／三杯雞／地瓜球                                             |
| 277  | 4月21日  | 士多啤梨木糠布甸／金巢脆蛋                                           |
| 278  | 4月28日  | 糖醋骨／豆腐肉丸／吉士撻                                             |
| 279  | 5月5日   | 冬蔭功小籠包／港式奶茶班戟／紅桑子撻                                 |
| 280  | 5月12日  | 紅菜頭意大利飯／紅菜頭水餃／特色公司三文治                           |
| 281  | 5月19日  | 豚肉生薑燒丼／大阪燒／Nanaimo Bars／芒果豆腐沙律                     |
| 282  | 5月26日  | 三文魚燒賣／煎三文魚餅／彩虹扭紋粉沙律                               |
| 283  | 6月2日   | 煎雞配菠蘿士多啤梨醬／酥皮蛋撻／斑蘭蛋撻／烤雞件                     |
| 284  | 6月9日   | 米奶浸菜心苗／米奶麻糬／花生糖／加多加多（印尼沙律）                 |
| 285  | 6月16日  | 西冷牛扒配煲呔沙律／蔥爆牛肉／煎羊架配香草醬                         |
| 286  | 6月23日  | 燕麥蔬菜蝦餅／燕麥提子乾曲奇／香蕉糕                                 |
| 287  | 6月30日  | 蒜泥白肉配醃蘿蔔／豬腩片豆腐卷／紅豆冰                               |
| 288  | 7月7日   | 乳酪煙三文魚多士／藍莓乳酪蛋糕／米奶鬆餅                             |
| 289  | 7月14日  | 番茄蜆肉無麩質意粉／豬柳炒螺絲粉／自家製穀物條                       |
| 290  | 7月21日  | 家鄉煎豆腐／參巴煎魚／香蕉乳酪特飲                                   |
| 291  | 7月28日  | 泰式椰汁雞湯／泰式炒金邊粉／士多啤梨意粉沙律                         |
| 292  | 8月4日   | 和風牛肉粒／士多啤梨牛肉粒／山楂薏米水                               |
| 293  | 8月11日  | 韓式芝士炸飯團／朱古力蝴蝶酥／士多啤梨乳酪雪葩                       |
| 294  | 8月18日  | 煎鵪鶉配焦糖蘋果／香草焗鵪鶉配中東沙律／燕麥豬肉丸                   |
| 295  | 8月25日  | 抱蛋煎餃／柱侯醬燘牛肋條／全素香蕉紙杯蛋糕                           |
| 296  | 9月1日   | 蔥爆牛肉／鮮味瑤柱蒸冬瓜／芝士玉子卷／椰汁奇亞籽布甸                 |
| 297  | 9月8日   | 黃金滿月／紅酒炆鴨／杏仁月形曲奇餅                                   |
| 298  | 9月15日  | 葡汁雞上髀／橙汁蜜糖雞上髀／豆奶麵包布甸／豆腐泡菜墨西哥餅           |
| 299  | 9月22日  | 雲呢拿奶凍／蘋果肉桂鬆餅／伯爵茶松露朱古力／咖喱蘑菇雞批／迷你西多士 |
| 300  | 9月29日  | 越南煎餅／越式牛肉湯河                                               |
| 301  | 10月6日  | 煎石鰵魚柳配荷蘭醬／荷葉蒸紅魚／可樂雞翼便當                         |
| 302  | 10月13日 | 蜜桃炒肉粒／炸糖醋肉粒／番茄濃湯／合桃朱古力醬                       |
| 303  | 10月20日 | 豉椒炒花蛤／芥末沙拉豬扒／朱古力奶／粟米燕麥粥                       |
| 304  | 10月27日 | 炸南瓜意大利飯球／手指南瓜湯／古怪啤梨棒棒                           |
| 305  | 11月3日  | 豬鞍扒配粟米忌廉汁／煎焗豬鞍扒配蜜糖芥末汁／自家製燒賣               |
| 306  | 11月10日 | 彩虹炒飯／香腸藜麥焗釀甜椒／香蕉藍莓鬆餅                             |
| 307  | 11月17日 | 米紙蠔卷／薑蔥蠔／雙重芝士通粉                                       |
| 308  | 11月24日 | 蜜豆炒臘腸／臘味糯米飯／南瓜餅                                       |
| 309  | 12月1日  | 貝殼粉蛋餅／卡邦尼意粉／煎西冷牛扒配芝士薯蓉                         |
| 310  | 12月8日  | 薑蔥魚鮫煲／葡式海鮮煲／腰果露                                       |
| 311  | 12月15日 | 迷你威靈頓牛扒／牛扒三文治／橙汁腰果                                 |
| 312  | 12月22日 | 聖誕朱古力蛋糕／煎鴨胸配車厘子紅酒汁／蜜瓜特飲                       |
| 313  | 12月29日 | 燒鴨酥／番茄桂花酥／彩虹糕／鹹蛋黃薯片                               |

### 2020年
| 集數 | 播映日期 | 主題                                                            |
| 314  | 1月5日   | 巴西芝士球／朱古力榛子醬Churros／雞肉墨西哥薄餅／豆腐魚滑麵包卷 |
| 315  | 1月12日  | 韓式豬扒／吉列芝士流心豬扒／俄羅斯羅宋湯                        |
| 316  | 1月19日  | 蓮藕餅／腐皮福袋／乾煎明蝦                                      |
| 317  | 1月26日  | 素翅雞湯／黃金煎蝦餅／紫薯芝士麻糬／釀鮮菇                      |
| 318  | 2月2日   | 叉燒羊扒／韓式牛仔骨粉絲湯／煎羊扒配自製薄荷醬                  |
| 319  | 2月9日   | 荷香杞子蒸雞／藥膳蝦／菜脯糯米卷／泰式炒銀針粉                  |
| 320  | 2月16日  | 梅菜扣肉／鴨掌魚肚炆冬菇／黑椒牛仔骨／西湖牛肉羹                |
| 321  | 2月23日  | 泰式冬蔭雞翼／檸檬蜜糖炸雞翼／雞蛋仔Tiramisu／煙肉青豆湯        |
| 322  | 3月1日   | 小炒皇銀針粉／冬菇肉碎銀針粉／韮菜盒子                          |
| 323  | 3月8日   | 紅椒釀千層麵／西蘭花湯／糖醋牛仔骨／西班牙炸魷魚三文治          |
| 324  | 3月15日  | Hayden拉麵／廣島燒／西班牙菜湯                                  |
| 325  | 3月22日  | 旋風雞卷／羅勒雞胸Tortilla                                      |
| 326  | 3月29日  | 西班牙火腿炒豌豆／涼拌豬頸肉／芝士多士／韓式泡菜炒豬頸肉        |

## 節目調動
- 2014年8月10日：由於13:15至17:50直播《FIVB 世界女排大獎賽: 香港 2014》，當日提早至09:30-10:00播出。
- 2014年8月31日：由於13:45至17:00直播《2014社區盃：傑志對南華》，當日提早至13:15-13:45播出。
- 2014年11月16日：由於13:15至16:45直播《第六十一屆澳門格蘭披治大賽》超時，當日順延至16:45-17:15播出。
- 2015年2月1日：由於15:20至17:25直播《第二十屆超級工商盃國際籃球邀請賽》，當日提早至09:30-10:00播出。
- 2016年6月26日：由於13:15至17:30直播《屈臣氏集團175周年FIVB世界女排大獎賽 – 香港 2016》，當日提早至10:30-11:00播出。
- 2016年8月28日：由於16:30至18:00直播《奧運精英約定你》，當日提早至16:00-16:30播出。
- 2017年4月16日：由於13:55至17:00直播《2017場地自行車世界錦標賽》，當日提早至13:15-13:45播出。
- 2017年4月23日：由於16:30至18:00直播《全城躍動 第六屆全港運動會開幕典禮》，當日提早至10:30-11:00播出。
- 2017年7月23日：由於13:15至18:15直播《屈臣氏集團 FIVB世界女排大獎賽 - 香港2017》，當日提早至10:00-10:30播出。
- 2017年10月15日：由於15:30至16:30直播《2017世界競技體操錦標賽》超時，當日順延至16:45-17:15播出。
- 2018年11月18日：由於13:15至17:25直播《第六十五屆澳門格蘭披治大賽》超時，當日順延至17:25-17:55播出。

## 外部連結
- 無綫電視節目網頁 - 猩猩補習班 （页面存档备份，存于）

## 電視節目的變遷
| 香港無綫電視翡翠台 星期日 16:30-17:00 時段 · 2014年9月28日、10月5日、19日、26日、11月30日臨時節目調動延遲播出 · 2014年11月16日臨時節目調動延遲播出 · 2017年10月15日臨時節目調動延遲播出 | 香港無綫電視翡翠台 星期日 16:30-17:00 時段 · 2014年9月28日、10月5日、19日、26日、11月30日臨時節目調動延遲播出 · 2014年11月16日臨時節目調動延遲播出 · 2017年10月15日臨時節目調動延遲播出 | 香港無綫電視翡翠台 星期日 16:30-17:00 時段 · 2014年9月28日、10月5日、19日、26日、11月30日臨時節目調動延遲播出 · 2014年11月16日臨時節目調動延遲播出 · 2017年10月15日臨時節目調動延遲播出 |
| --- | --- | --- |
| | 猩猩補習班 （2014年1月5日－2020年3月29日） | |
| 智激校園 （2008年2月3日－2013年12月29日） | Think Big天地 （星期一至日） （2020年4月5日－2021年9月12日） | |
| 香港無綫電視翡翠台 星期日 9:30-10:00 時段 | | |
| 特命戰隊 （2014年4月6日－2014年8月3日） | 猩猩補習班 （2014年8月10日） | 特命戰隊 （2014年8月17日－2015年1月25日） |
| 特命戰隊 （2014年8月17日－2015年1月25日） | 猩猩補習班 （2015年2月1日） | 特命戰隊 （2015年2月8日－2015年3月29日） |
| 香港無綫電視翡翠台 星期日 13:45-14:15 時段 | | |
| 道地星期日影院：大內密探零零發 （2014年8月23日）（13:45-15:30） | 猩猩補習班 （2014年8月31日） | 道地星期日影院：美女食神 （2014年9月7日）（13:45-15:30） |
| 香港無綫電視翡翠台 星期日 13:15-13:45 時段 | | |
| 天下無敵獎門人 （2017年4月9日）（13:15-14:20） | 猩猩補習班 （2017年4月16日） | 天下無敵獎門人 （2017年4月23日）（13:15-14:20） |
| 香港無綫電視翡翠台 星期日 10:30-11:00 時段 | | |
| 2017場地單車世界錦標賽 （2017年4月16日）（9:55-11:10） | 猩猩補習班 （2017年4月23日） | FAIRY TAIL魔導少年IV （2017年4月30日－2017年5月28日） |
| 香港無綫電視翡翠台 星期日 10:00-10:30 時段 | | |
| FAIRY TAIL魔導少年V （2017年7月9日－2017年7月16日）（10:00-11:00） | 猩猩補習班 （2017年7月23日） | FAIRY TAIL魔導少年IV （2017年7月30日－2017年10月1日）（10:00-11:00） |